# Municipio de Forester
El municipio de Forester (en inglés: Forester Township) es un municipio ubicado en el condado de Sanilac en el estado estadounidense de Míchigan. En el año 2010 tenía una población de 1011 habitantes y una densidad poblacional de 15,45 personas por km².

## Geografía
El municipio de Forester se encuentra ubicado en las coordenadas 43°31′45″N 82°36′37″O / 43.52917, -82.61028. Según la Oficina del Censo de los Estados Unidos, el municipio tiene una superficie total de 65.44 km², de la cual 65,37 km² corresponden a tierra firme y (0,12 %) 0,08 km² es agua.

## Demografía
Según el censo de 2010, había 1011 personas residiendo en el municipio de Forester. La densidad de población era de 15,45 hab./km². De los 1011 habitantes, el municipio de Forester estaba compuesto por el 97,82 % blancos, el 0,1 % eran afroamericanos, el 0,59 % eran amerindios, el 0,4 % eran asiáticos, el 0,4 % eran de otras razas y el 0,69 % eran de una mezcla de razas. Del total de la población el 2,08 % eran hispanos o latinos de cualquier raza.